# Friedrich von Horne
Friedrich von Horne (* im 14. Jahrhundert; † im 15. Jahrhundert) war Domherr in Münster und Osnabrück.

## Leben
Friedrich von Horne war ein nichtehelicher Sohn des Osnabrücker Bischofs Dietrich von Horne († 1402) und kam am 28. März 1400 durch päpstlichen Zuspruch in den Besitz von Dompräbenden in Münster und Osnabrück. Er besaß auch ein Kanonikat zu St. Johann in Osnabrück, auf das er wegen Streitigkeiten mit anderen Bewerbern verzichtete. Die Quellenlage gibt über seinen weiteren Lebensweg keinen Aufschluss.